# Negură Bunget
Negură Bunget (Негуръ Бунджет) е блек метъл група, основана през 1994 година в Тимишоара, Румъния.

## Състав
- Негру – барабани (от 1994)
- Аджеру Пъмънтулуй – вокал, архаични иструменти (от юли 2009)
- Иния Диния – клавири (от юли 2009)
- Гъдинец – бас (от юли 2009)
- Урзит – китара (от 2010)
- Фулминеос – китара, вокал (от 2010)

## Дискография
Full-length
- 1996 – Zîrnindu-să
- 2000 – Măiastru Sfetnic
- 2002 – 'n Crugu Bradului
- 2006 – Om
- 2010 – Măiestrit
- 2010 – Vîrstele pămîntului
- 2015 – Tău
- 2016 – Zi
- 2021 – Zău

Demo
- 1998 – Promo 98

EP
- 1998 – Sala Molksa
- 2000 – From Transilvanian Forest
- 2005 – Inarborat Kosmos

Boxed set
- 2004 – Trilogy